# Коровин, Иван Евдокимович
Иван Евдокимович Коровин (1903—1969) — подполковник Советской Армии, участник Гражданской, Советско-финляндской и Великой Отечественной войн, Герой Советского Союза (1940), лишён всех званий и наград в 1949 году.

## Биография
Иван Коровин родился в 1903 году в селе Ивановском (ныне — Ставропольский край) в семье ремесленника. Окончил церковно-приходскую школу и двухклассное училище.
С середины октября 1918 года Коровин принимал активное участие в Гражданской войне. Участвовал в боях с белогвардейцами в составе Ивановского отряда «За власть Советов». С марта 1920 года проходил службу в Баталпашинском отряде ВЧК по Невинномысскому участку охраны мостов и переправ через Кубань и Большой Зеленчук. С 1925 года — в рядах Рабоче-крестьянской Красной Армии. Первоначально до 1931 года служил в 96-м сапёрном батальоне. В 1931—1939 годах Коровин занимал должность командира сапёрно-маскировочного взвода 39-го полка, затем руководил инженерной службой этого же полка. Принимал участие в Советско-финляндской войне 1939—1940 годов.
Капитан Иван Коровин в годы советско-финляндской войны командовал 90-м отдельным сапёрным батальоном 100-й стрелковой дивизии 7-й армии Северо-Западного фронта. Его подчинённые уничтожили 11 финских дотов и 34 дзота. Коровин лично уничтожил 8 дотов. 21 марта 1940 года Указом Президиума Верховного Совета СССР за «образцовое выполнение заданий командования на фронте борьбы с финской белогвардейщиной и проявленные при этом отвагу и геройство» капитан Иван Коровин был удостоен высокого звания Героя Советского Союза с вручением ордена Ленина и медали «Золотая Звезда» за номером 412.
С 1940 года Коровин командовал батальоном в сапёрно-маскировочном училище в Лепеле. С июня 1941 года — на фронтах Великой Отечественной войны. Участвовал в боях с немецкими войсками на Карельском, Северном, Ленинградском, Волховском, Северо-Западном и Западном фронтах. В 1941 году попал в плен, но, сумев вскоре бежать, вернулся через линию фронта к своим. Занимал должности начальника инженерного отдела 59-й армии, командира инженерных роты и бригады, начальника инженерного управления стрелкового корпуса. В 1945 году в звании подполковника Коровин был уволен в запас.
Указом Президиума Верховного Совета СССР от 26 ноября 1949 года за измену Родине во время нахождения в плену Коровин был лишён всех званий и наград. В 1950—1960-х годах работал инженером в дорожном отделе Николаевского райсовета трудящихся Львовской области Украинской Советской Социалистической республики. С 1963 года — на пенсии. Умер 12 июля 1969 года, похоронен в городе Николаеве Львовской области.
Был также награждён орденами Красного Знамени и Красной Звезды, медалями «За отвагу», «За боевые заслуги», «За взятие Берлина», «За Победу над Германией».